# Pierre-Henri Giscard
Pour les articles homonymes, voir Giscard (homonymie).
Pierre-Henri Giscard est un archéologue français découvreur de la potentielle tombe de Gengis Khan.

## Travaux en archéologie
Ancien collaborateur de Théodore Monod, il est directeur scientifique de la Mission archéologique française de l'Institut des déserts et des steppes fondé par ce dernier.
En 2015 et 2016, Pierre-Henri Giscard et Raphaël Hautefort confortent l'hypothèse de la localisation de la tombe de Gengis Khan au sommet du mont Burkhan Khaldun.

## Principales publications
- Монгол-Францын : археологийн нээлтүүд : Хорын жилийн хамтын ажиллагаа : Узэсгэлэнгийн каталог = France-Mongolie : découvertes archéologiques : vingt ans de partenariat - Catalogue de l'exposition Musée national de Mongolie - Ulan Bator, 2014
- Le Premier Empire des steppes en Mongolie : histoire du peuple Xiongnu et étude pluridisciplinaire de l'ensemble funéraire d'Egyin Gol, Mission archéologique de l'institut des déserts et des steppes, Éditions Faton , 2013

### Documentaires
- La Tombe de Gengis-Khan de Cédric  Robion, Agat Films, 2016, 89 minutes
- Le Sarcophage glacé de Mongolie de Cédric  Robion, ZEC, 2013, 52 minutes  (EAN 3760122390478)